# 事件列島ブル
『事件列島ブル』（じけんれっとうブル）は、原作：横山秀夫、作画：奥谷通教による日本の漫画。『週刊少年マガジン』（講談社）で連載されていた。

## 概要
報道番組で真実を根こそいで掘り越したニュースを視聴者に届け、人の心を震えさせるニュースキャスターを描いている。
平日夜10時に放送されるテレビ局「チャンネル9」の報道番組「ニュース事件列島」は「事件を追いかけ、事件を追いつめ、事件を検証する」をモットーとし、番組の名物キャスターの古橋によって視聴率が25%を超えるお化け番組となっている。

## 報道番組「ニュース事件列島」でブルが取り上げた事件
八王子一家心中事件
借金の返済に困った八王子の夫婦が小学2年生の長男を道連れに車の排気ガスで一家が心中した事件。
長男は学校から帰宅すると貯金箱を壊して明後日の遠足のお菓子を買い、学校の休み時間中のドッジボールで3回も当てられたのを悔しがって公園でドッジボールの一人で壁にぶつけて返ってくるボールのキャッチの練習をし、髪型をからかって喧嘩になった友達に電話で「また、明日遊ぼう」と話した。しかし、一家心中した両親によって少年の明日は奪われてしまった。
燃える15事件
秩父の奥山高校の校庭で一辺50メートル内で廃材を並べて燃やし、上空から「15」が燃えているのが目撃された事件。
秩父の奥山高校野球部の唯一の3年生はレギュラーになれなかったが、縁の下の力持ちとして三塁コーチャーで張り切っていた。毎年弱小だったが夏の県予選で勝ち続けた決勝戦で1点リードされた9回二死二三塁と甲子園出場目前の場面で監督が万全の体制で臨むべく、3年生を三塁コーチャーを下ろして一番信頼していた選手に代えた。奥山高校は敗れてしまい、三塁コーチャーを下ろされた3年生は家出をしてしまった。3年生に気遣いをしなかった野球部員は謝るべく、連絡を取るために学校の校庭で廃材を並べてて上空から「15」が見えるように燃やし、それ以降の奥山高校の試合は三塁コーチャーボックスを開けたままにしていた。報道番組「ニュース事件列島」は奥山高校野球部のことを紹介し、野球部員が3年生に会って謝りたいことを訴え会うことを呼びかけ、家出していた3年生に会って謝ることができた。
エルザ事件
野良犬エルザが駅前で飼い主に看取られて死亡した事件。
主人の外国人青年オルビーのゴハンしか食べない拾われた野良犬は飼い主が生まれ育った村の名前から「エルザ」と名づけられて育てられた。しかし、女性とぶつかった際に外国人労働者への偏見と言葉が通じなかったことからオルビーひったくり未遂と誤認されてしまい、警察に指名手配されたオルビーは逃亡をした。オルビーがエルザの前に現れないようになると、エルザは全くゴハンを食べずにオルビーを音羽駅前で待ち続けた。エルザが死ぬ直前に現れたオルビーは警察に身柄確保されそうになる中、エルザはオルビーからビスケットを食べさせる中で看取られた。
トランク詰めOL殺人事件
N県の山中でトランク詰めにされたOLの白骨化死体が発見された事件。
婚約者ができた男性が今まで交際していたOLを殺害し、OLの遺体をトランクに詰めてN県の山に遺棄した。当初、この事件はTBZニュースキャスターによる容疑で警察の取調べを受ける中で駅ホームで転落死をしたため、TBZニュースキャスターが殺人事件犯人説であるとする観点から報道されていた。報道番組「ニュース事件列島」は独自調査で真犯人を見つけ、犯人の不可解な証言の言質を取って自供させ、トランク詰めOL殺人事件を解明した。
TBZニュースキャスター死亡事件
テレビ局「TBZ」のニュースキャスター三崎が駅のホームで転落死した事件。
トランク詰めOL殺人事件の犯人が殺人事件の証拠を掴み自首を迫った三崎を音羽駅ホームで自殺に見せかけて殺害した。当初、この事件はトランク詰めOL殺人事件の容疑者と目されていたために殺人を苦にしての自殺という観点から報道されていた。報道番組「ニュース事件列島」は独自調査でトランク詰めOL殺人事件の真犯人を見つけ、真犯人の自供から自殺ではなく殺人事件であったことが判明した。
城口自動車工場自動車損壊事件
S県城口自動車工場で新車300台が傷つけられた事件。
夫が黒い車に轢かれて死亡し、息子も黒い車に轢かれて足の自由を失う障害となった被害家族女性が黒い車を憎むようになり、城口自動車工場の黒い新車300台を傷つける事件を犯した。
S県交通事故被害家族女性失踪事件
交通事故で夫が死亡し息子も足の自由を失った被害家族女性が失踪した事件。
城口自動車工場自動車損壊事件を犯した女性が息子の前から失踪。報道番組「ニュース事件列島」は他のニュースをせずにCMを潰して、失踪した女性が自殺の可能性があるとして発見に関する情報を呼びかけた。失踪していた女性本人からテレビ局宛に直接電話がかかり、無事が確認された。
中学校校則対策問題
厳しすぎる校則が存在する中学校と校則に対抗する学生たちの事件。
髪の色素が抜ける病気だが校則違反の脱色をしたとして全校生徒全員の前で丸刈りにされて傷付いたために高圧鉄塔に登ったままの学生を助けるために、罰を受ける覚悟で全校生徒全員が一人一つずつ校則を破り、高圧鉄塔に登った学生の心を開かせた事件。
ラッシュ熊石二世プロデビュー戦
プロボクサーの息子のプロデビュー戦。
少年はプロボクサーであるラッシュ熊石に「あきらめるってことは自分で自分に10カウントを鳴らすようなもの」と言われて育てられた。しかし、ラッシュ熊石が酔っ払って5人を病院送りにする刑事事件を起こして服役。息子は暴力ボクサーの息子という好奇の目から転校を繰り返しあらぬ噂でバイトを何度もクビになった。ラッシュ熊石は罪の意識から、自分と縁を切ったほうが幸せになれるとして、胃がんの手術を拒み早期の死を望むようになる。下剤を入れられて救急車に乗せられたラッシュ熊石は街頭のオーロラビジョンで報道番組「ニュース事件列島」で放送された「ラッシュ熊石二世プロデビュー戦」を目撃。息子が自分と同じリングネーム「ラッシュ熊石」をつけて、デビュー戦に勝利。ラッシュ熊石は息子の姿勢を見て、胃がんの手術を受けることを決意した。
中学生実母再会
北海道旅行中の中学生達を乗せたバスが崖下に転落し、ある一人の中学生で目に大怪我を負い1週間視力を失う。
中学生は父が死別し母子家庭となるが経済的に苦しい中で、ヤケドを負う事故に会ってしまう。息子の結婚を快く思っていなかった父方の祖父母は嫁の息子への管理責任を責め、裕福な自分達が育てることと嫁が二度と孫の前に現れないことを主張し、嫁に承諾させた。桜が咲く前に祖父母が孫を嫁から引き離し、祖父母は孫に対して「母はお前を捨てた」と聞かせて育てた。
母は自分が母であることを伏せた上で事故で1週間視力を失った息子の看病をすることを義父母に懇願した。中学生は「母に捨てられた」と聞かされていたため、看護婦として接していた実母に対して「お母さんなんて大キライ」と話す。
つぼみの桜の下で「おばあちゃんはお母さんが僕のことを捨てたと言っているけど、時々そうじゃない気がする」と母と走らずに看護婦に話しかける。母は自分を名乗れないまま、息子のことを思い切り抱きしめた。
息子は包帯が解かれる少し前に、母が息子の病室から出ようとした際に「お母さんなんでしょ。あんなに苦しくなるまで抱きしめてくれるのは世界中でお母さんしかいない」と言って、1週間自分の看病をしていた看護師が母だったことに気づいた。
暴力団「講談八九塵会」離脱妨害事件
暴力団「講談八九塵会」から離脱を妨害される組員3人の事件。
暴力団「講談八九塵会」から離脱を決意した組員3人だったが、組から離脱を妨害されて離脱できずにいた。組員3人は人気キャスター古橋に相談し、古橋から「必ず救い出すが、ただ逃げ回るだけでなく、暴力に立ち向かう勇気を持つ努力をすることの約束」を言われる。言われた組員は古橋に「抜け出そうとしたら、体を傷つけられるほどの暴力を受けた。組の本当の怖さを知らずにブラウン管の前でえらそうなことを言うな」とぶつける。古橋は組員3人の離脱を暴力団に要請するが、その度に組から暴力を受けていった。毎回のニュースで顔の傷がどんどんひどくなっていったが、それでも逃げるだけでなく暴力に立ち向かう勇気を組員3人に見せるために、番組内では何も言わなかった。古橋が番組中に倒れるまで逃げずに暴力に立ち向かった姿勢を見せられた組員3人は組からの離脱を主張しては暴力を受け続けた。怪我を押して古橋が組員3人の離脱に関して組事務所の前に現れた際に、他のテレビ局も一斉に暴力団「講談八九塵会」の問題の報道をし、組員3人は最後まで組からの離脱を曲げなかった。

## 登場人物
古橋 義人（ふるはし よしと）
報道番組「ニュース事件列島」のメインキャスター。業界にその名を轟かしている。愛称は「ブル」。愛称の由来は事件を根こそぎ掘り起こす「ブルドーザー」から。
相田 稔（あいだ みのる）
テレビ局「チャンネル9」の放送記者。
今井 咲子（いまい さきこ）
報道番組「ニュース事件列島」のサブキャスター。愛称は「サキちゃん」。
山本 太一（やまもと たいち）
テレビ局「チャンネル9」の警察回りの記者。
山下 浩一（やました こういち）
報道番組「ニュース事件列島」のディレクター。
鯨波 源一郎（くじらなみ げんいちろう）
テレビ局「チャンネル9」報道局長。